# 花籃蛤屬
花籃蛤屬（學名：Fimbria）是雙殼綱滿月蛤目之下的一個屬，生活於海洋。本屬原來屬於花籃蛤科（Fimbriidae），是滿月蛤總科之下的一個科，但現時WoRMS依據2010年的分類降格成為了滿月蛤科之下的一個亞科花籃蛤亞科（Fimbriinae）。本科除了本屬以外，就只有Hamamlia†跟Cerkesia†兩個化石物種的屬。

## 棲息地
本屬物種棲息於溫暖的淺海中。

## 型態特徵
花籃蛤屬物種的特徵有：殼大，呈卵形，厚而堅固，等殼，沒有開口。殼面有由旋射肋和年輪構成的網紋。筒狀韌帶位於後方，深埋於雙殼之間。雙殼皆有2顆主鉸齒，還有前、後兩側的側鉸齒。殼頂前傾。前閉殼肌痕略大於後閉殼肌痕。
殼長約8厘米。

## 物種
現時本屬有兩個物種：

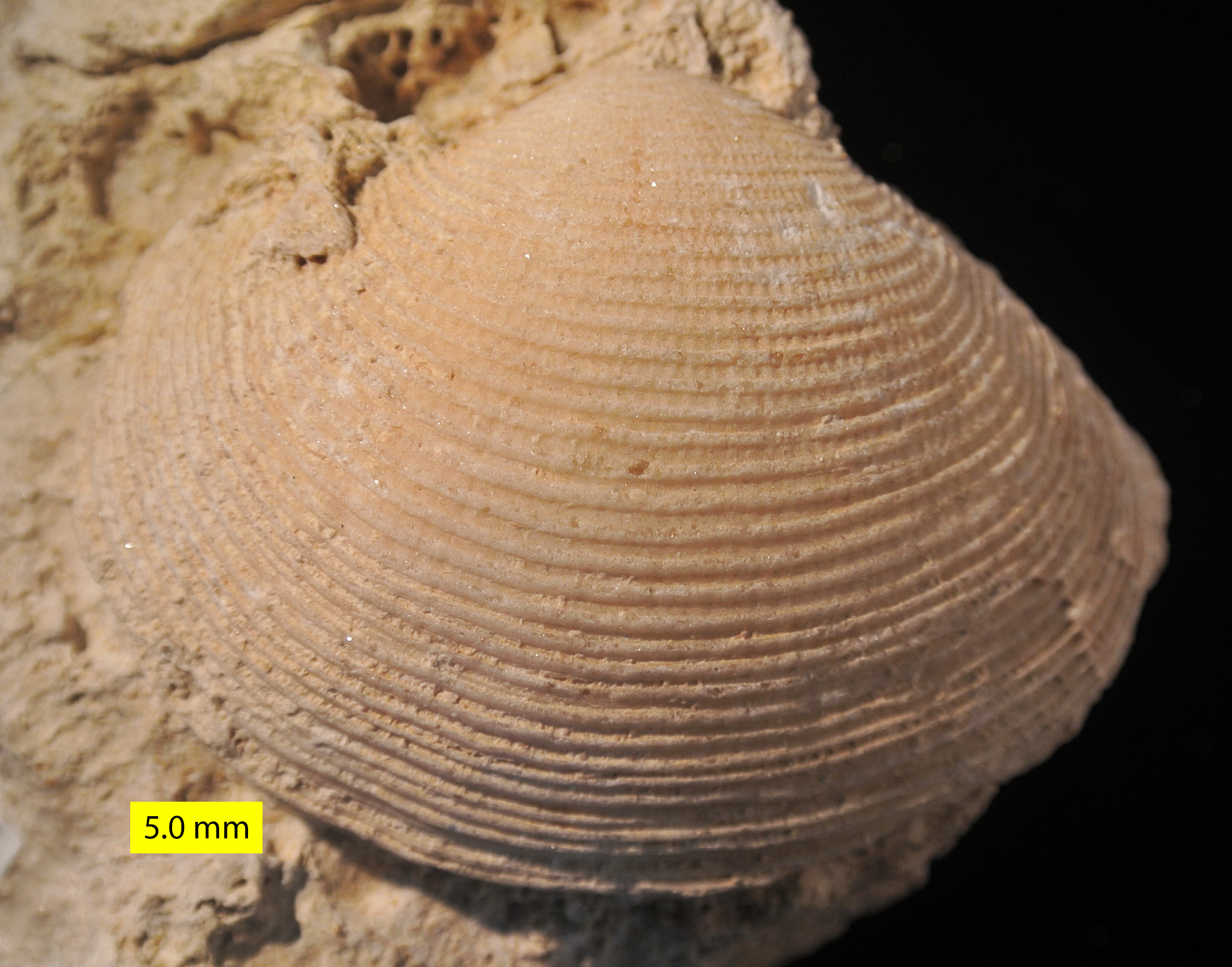
Fimbria sp.; Matmor Formation (Middle Jurassic, Callovian); Makhtesh Gadol, southern Israel.

- 花籃蛤 Fimbria fimbriata (Linnaeus, 1758)
- 索華花籃蛤 Fimbria soverbii (Reeve, 1841)

## 外部連結
維基物種上的相關：花籃蛤屬